# Aleurocanthus spiniferus
Espèce
Aleurocanthus spiniferus (l’aleurode épineux du citronnier) est une espèce d'insectes hémiptères du sous-ordre des Sternorrhyncha, de la famille des Aleyrodidae, originaire du sud-est asiatique.
Cet aleurode polyphage, qui s'est répandu dans toutes les régions tropicales et subtropicales, est considéré comme un ravageur des agrumes (genre Citrus spp.).
Les dégâts sont surtout dus à l'excrétion de miellat qui entraîne le développement de champignons du type fumagine, avec pour conséquences l'affaiblissement des plantes et la diminution de leur valeur commerciale.

## Distribution
L’aleurode épineuse des agrumes s’est propagée sur plusieurs continents, dont l’Asie, l’Afrique, l’Australie, l’Amérique, les îles du Pacifique, mais aussi en Europe : en Italie en 2008, puis en Grèce, en Croatie, au Monténégro, en Albanie, et en France dès juin 2023,,,.
A. spiniferus est principalement sur les agrumes, mais sa gamme de plantes hôtes est cependant bien plus large, et on peut le trouver aussi sur la rose, le raisin, la pêche, la poire et la goyave,.
En raison de sa dangerosité, cet insecte est inscrit sur les listes des organismes nuisibles de quarantaine de l'Organisation Européenne et Méditerranéenne pour la Protection des Plantes (OEPP).

## Galerie

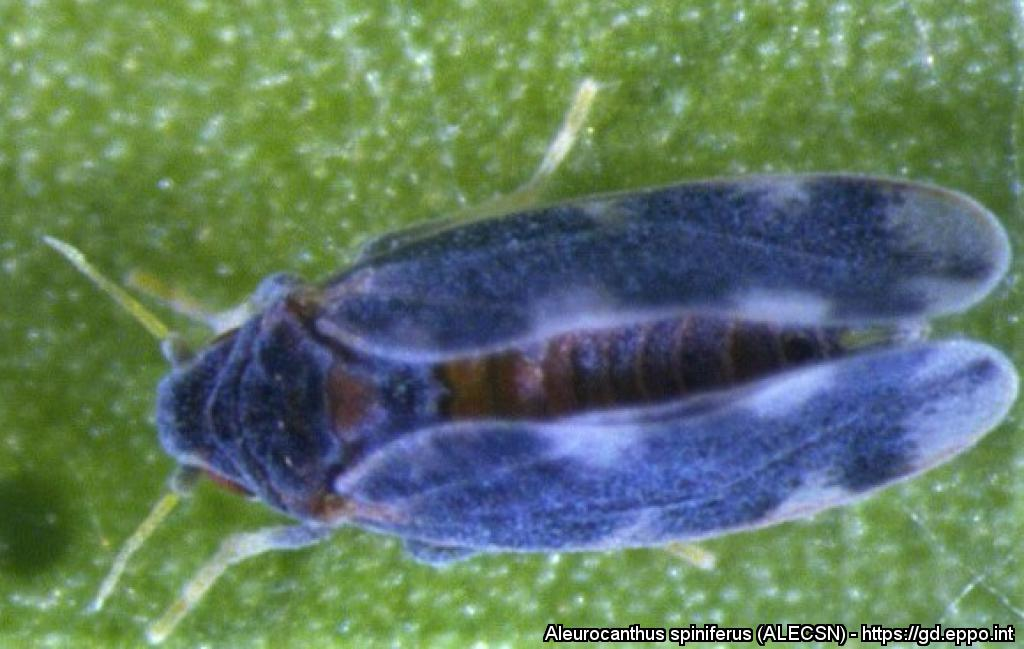
Aleurocanthus spiniferus - Imago.
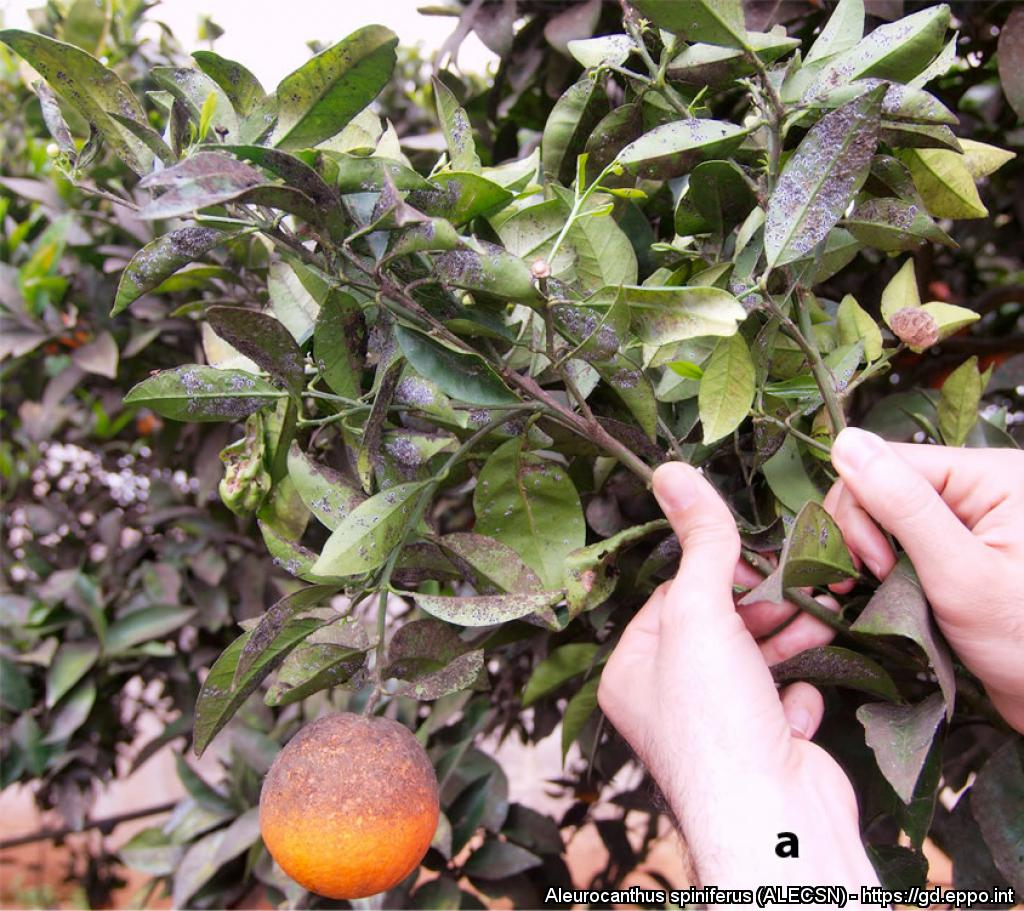
Plant de Citrus aurantium (Bigaradier ) infesté.
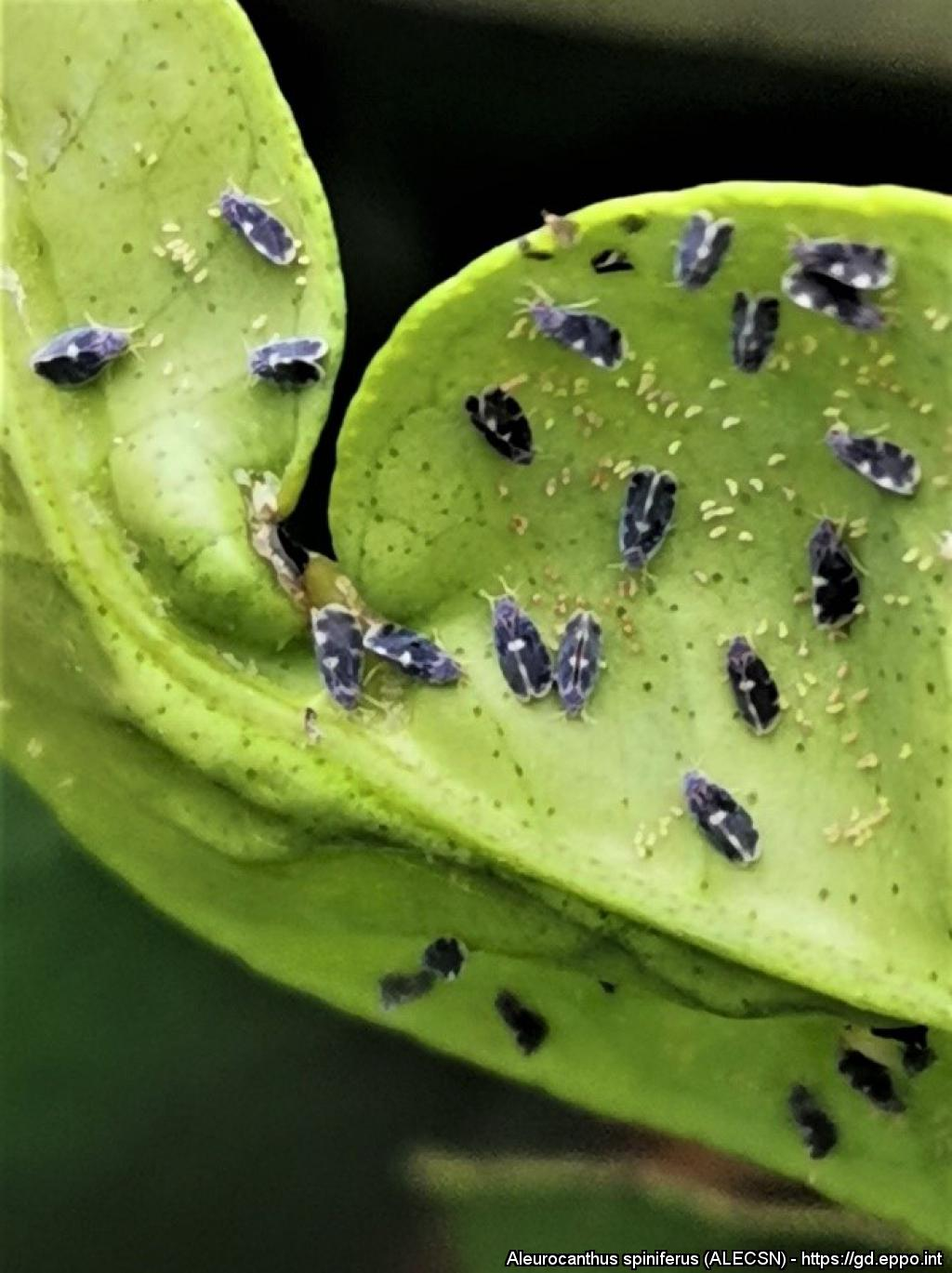
Aleurocanthus spiniferus - Adultes et œufs sur la face inférieure de la feuille de Mandarinier,
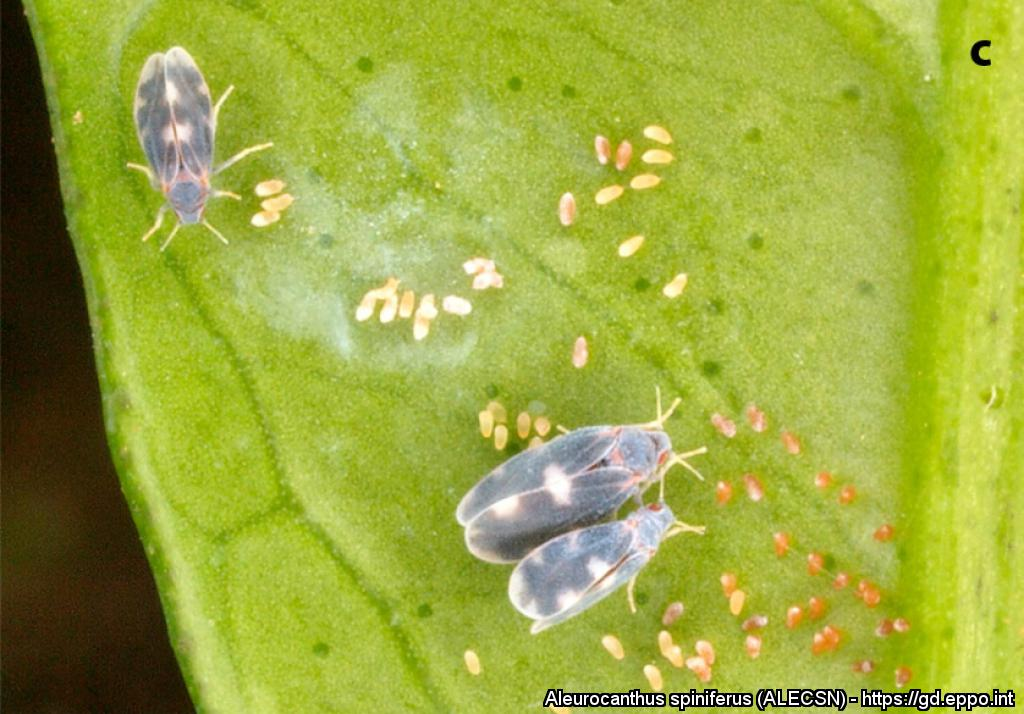
Aleurocanthus spiniferus  - adultes avec des œufs pondus sur feuille de Mandarinier.
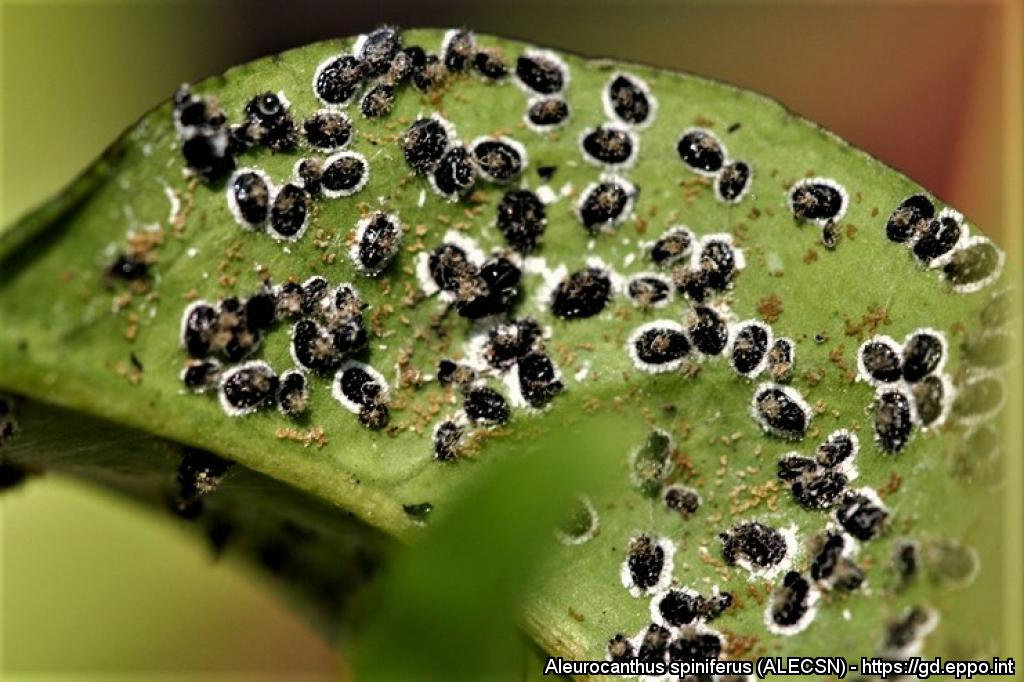
Aleurocanthus spiniferus - Pupes sous une feuille de Citrus reticulata (Mandarinier) [6].